# Isola Rowett
L'isola Rowett (in inglese Rowett Island) è un'isola antartica minore localizzata ad una latitudine di 61° 17' sud e ad una longitudine di 55° 13' ovest, nelle immediate vicinanze di cape Lookout, isola Elephant. L'isola era conosciuta dai cacciatori di foche statunitensi e britannici già dal 1822, ma venne intitolata soltanto durante la spedizioni antartica di Ernest Shackleton del 1921-1922 in onore di John Quiller Rowett, sponsor dell'impresa.